# Johann Friedrich Julius Schmidt
Johann Friedrich Julius Schmidt   (Eutin, 26 d'octubre de 1825 - Atenes, 7 de febrer de 1884) va ser un astrònom i geofísic alemany.

## Biografia
Sent encara estudiant en una escola d'Hamburg, va destacar pel seu sentit de les formes i la seva capacitat per fer dibuixos, mostrant un gran interès per la ciència. Amb 14 anys va rebre una còpia de Selenotopographische Fragmenti, obra de Johann Hieronymus Schröter, que va despertar l'interès per la selenografia, l'estudi de la Lluna, que va mostrar al llarg de la seva vida. Durant la seva etapa escolar a Hamburg va poder visitar l'Observatori d'Altona, on es va familiaritzar amb el famós mapa de la Lluna (Mappa Selenographica) realitzat per Wilhelm Beer i Johann Heinrich Mädler.
Karl Rümker li va ensenyar els fonaments de l'observació astronòmica (1842-1845). En 1845, va obtenir un lloc com a ajudant en l'Observatori privat Benzenberg en Bilk, prop de Düsseldorf, i un any més tard va passar a treballar en l'Observatori de Bonn a les ordres de Friedrich Argelander. En 1853 va ser nomenat director de l'Observatori privat del Baró von Unkrechtsberg en Olmütz (actualment Olomouc, República Txeca). En 1858, finalment, va començar a dirigir el nou Observatori d'Atenes, on els cels clars eren molt adequats per a l'observació astronòmica, i on va romandre la resta de la seva carrera.
Va dedicar la major part de la seva carrera, continuant la seva afició de joventut, a fer dibuixos de la Lluna, preparant un detallat mapa del seu relleu. En 1866 va realitzar un anunci sorprenent, afirmant que el cràter Linné havia canviat considerablement d'aspecte, iniciant una controvèrsia que va durar diverses dècades. Provenint d'un observador prudent i experimentat, el seu descobriment va tenir algun crèdit; encara que en general, es va considerar que no s'havien pogut demostrar els fets assenyalats.
Cap a 1868 el seu mapa de la Lluna estava gairebé a punt, a pesar que no li va donar els retocs finals fins a 1874. Era el primer mapa de la Lluna la qualitat de la qual superava la de la cèlebre selenografia de Beer i Mädler.
El 24 de novembre de 1876 va descobrir la Nova Cygni, també coneguda com a Q Cygni.
En 1878, Schmidt també va editar i va publicar la totalitat de les 25 seccions del mapa de la Lluna confeccionades per Wilhelm Gotthelf Lohrmann. Lohrmann havia completat el seu mapa en 1836, però havia mort en 1840 i solament les quatre primeres seccions del mapa havien estat publicades en 1824.
Schmidt va rebre el Premi Valz de l'Acadèmia de Ciències de França, en reconeixement d'aquest treball selenogràfic.
També va estudiar el vulcanisme i els fenòmens sísmics terrestres, de vegades arriscant la seva pròpia vida. Va ser un pioner a utilitzar el baròmetre aneroide per mesurar altituds, i va publicar un treball sobre la geografia
física de Grècia. Uns altres dels seus interessos eren la naturalesa física dels estels i la lluentor i la periodicitat dels estels
Va rebre un doctorat honorari per la Universitat de Bonn en 1868. Quan va morir, el rei i la reina de Grècia van acudir a l'oració fúnebre oficiada en l'Observatori d'Atenes en la seva memòria.

## Epònims
- El cràter lunar Schmidt porta aquest nom en la seva memòria, honor compartit amb altres dos científics del mateix cognom, l'astrònom rus Bernhard Schmidt (1879-1935) i el científic rus Otto Schmidt (1891-1956).[2]
- El cràter marcià Schmidt també commemora el seu nom, honor compartit amb el científic rus del mateix cognom Otto Schmidt (1891-1956).[3]

### Necrologies
- Astronomische Nachrichten, v. 108 (1884), pàg. 129-130. (en alemany)
- Monthly Notices of the Royal Anstronomical Society, v. 45 (1885), pàg. 211-212.
- The Observatory, v. 7 (1884), pàg. 118-119.